# Antoni Kiewnarski (żołnierz)
Antoni Kiewnarski (ur. 26 stycznia 1899 w Moskwie, zm. 2 kwietnia 1944 pod Żaganiem) – oficer, uczestnik wojny domowej w Rosji i II wojny światowej w szeregach Wojska Polskiego.

## Życiorys
Syn Antoniego Kiewnarskiego i Klary z Kirchofów. Edukację zakończył jako absolwent korpusu kadetów w Moskwie i rozpoczął służbę w armii rosyjskiej. W latach 1917–1918 służył w Pułk Strzelców Polskich im. Bartosza Głowackiego, uczestnicząc w wojnie domowej w Rosji. 
Po powrocie do Polski służył w 58 Pułk Piechoty. W 1927 roku został przeniesiony do 3 pułku lotniczego. W 1937 roku otrzymał licencję pilota szybowcowego. Po agresji III Rzeszy na Polskę w 1939 roku ewakuował się do Rumunii, gdzie został internowany. Następnie udał się do Francji, tam w stopniu majora powierzono mu funkcję adiutanta gen. Władysława Sikorskiego. Po klęsce Francji trafił do Anglii, gdzie został skierowany do służby w  305 Dywizjonie Bombowym. 
W sierpniu 1942 roku jego samolot uczestniczący w bombardowaniu III Rzeszy został zestrzelony. Ranny Kierwnarski dostał się do niemieckiej niewoli. Po zakończeniu leczenia umieszczony został w obozie jenieckim dla lotników w Żaganiu. W dniu 25 marca 1944 roku wraz z innymi jeńcami podjął próbę ucieczki. Wraz z trzema innymi jeńcami 2 kwietnia 1944 roku został zabity przez Niemców na drodze do Żagania. Po zakończeniu wojny jego ciało zostało pochowane na cmentarzu w Poznaniu.

## Ordery i odznaczenia
- Virtuti Militari V klasy
- Krzyż Walecznych (odznaczony trzykrotnie)
- Srebrny Krzyż Zasługi[4]